# Iodegradabile
Iodegradabile è il quarto album in studio del rapper italiano Willie Peyote, pubblicato il 25 ottobre 2019 dalla Virgin Records.

## Descrizione
Distribuito da Virgin Records, il disco è stato anticipato ad agosto dal primo singolo La tua futura ex moglie.

## Tracce
1. Intro – 1:17
2. Mostro – 3:16
3. La tua futura ex moglie – 4:36
4. Quando nessuno ti vede – 3:43
5. Catalogo – 2:43
6. NCQ Skit – 0:30
7. Che peccato – 3:12
8. Miseri – 4:00
9. Cattività – 3:22
10. Mango – 3:41
11. Equitalia Skit – 0:24
12. Semaforo (Bonus Track) – 3:25

## Formazione
Musicisti
- Willie Peyote – voce
- All Done
  - Frank Sativa – strumentazione
  - Kavah – strumentazione
  - Danny Bronzini – chitarra, cori (tracce 4, 8, 9 e 10)
  - Luca Romeo – basso
  - Dario Panza – batteria
- Marcello Picchioni – sintetizzatore, pianoforte
- Nicoletta Diulgheroff – voce fuori campo (traccia 1)
- Enrico Allavena – trombone (tracce 4 e 7)
- Stefano Cocon – tromba (tracce 4 e 8)
- Vicky Romeo – voce (traccia 6)

Produzione
- All Done – produzione (tracce 1, 2, 4, 6, 8-12)
- Frank Sativa – produzione (tracce 3 e 7)
- Kavah – produzione (traccia 5)
- Peppe Petrelli – registrazione, missaggio, coproduzione
- Giovanni Versari – mastering

## Classifiche
| Classifica (2019) | Posizione massima |
| ----------------- | ----------------- |
| Italia            | 5                 |